# Bundesstraße 54
De Bundesstraße 54 (ook wel B54) is een bundesstraße in de Duitse deelstaten Noordrijn-Westfalen en Hessen.
Ze begintbij de Nederlandse grens bij Enschede (N35) en loopt via Gronau, Münster, Dortmund, Hagen, Siegen, Limburg an der Lahn naar Wiesbaden.

## Hoofdbestemmingen
- Gronau
- Ochtrup
- Steinfurt
- Münster
- Lünen
- Dortmund
- Hagen
- Meinerzhagen
- Olpe
- Siegen
- Limburg an der Lahn
- Wiesbaden